# 제7회 청룡영화상
제7회 청룡영화상은 1970년 3월 6일에 열린 시상식이다.

## 수상 및 후보

### 최우수 작품상
- 독짓는 늙은이 - 동양영화사 수상
- 국군영화제작소 수상

### 감독상
- 독짓는 늙은이 - 최하원 수상

### 남우주연상
- 돌아온 팔도사나이 - 박노식 수상

### 여우주연상
- 너의 이름은 여자 - 김지미 수상

### 남우조연상
- 봄봄 - 허장강 수상

### 여우조연상
- 떠나야 할 사람은 - 사미자 수상

### 촬영상
- 봄봄 - 장석준 수상

### 음악상
- 비운의 왕비 - 황문평 수상
- 언제나 타인 - 박춘석 수상

### 미술상
- 독짓는 늙은이 - 김호균 수상

### 기술상
- 나도 인간이 되련다 - 차정남(조명) 수상

### 각본상
- 봄봄 - 신봉승 수상

### 특별상
- 고강일 수상
- 김창숙 수상
- 소문난 잔치 - 윤삼육(각본) 수상

### 인기남우상
- 남궁원 수상
- 강신성일 수상
- 신영균 수상

### 인기여우상
- 남정임 수상
- 문희 수상
- 윤정희 수상